# Galerie d'Art de Vaasa
La galerie d'Art de Vaasa (finnois : Vaasan taidehalli) est un musée  situé dans le centre de Vaasa en Finlande,.

## Présentation
La galerie est un espace d'expositions temporaires situé au premier étage de l'hôtel de ville de Vaasa. 
L'accès à la salle d'art est gratuit.
La galerie accueille chaque année 6 à 7 expositions qui présentent de nouvelles formes d'art ou d'art expérimental, de la culture visuelle, du design, de l'architecture et des phénomènes culturels actuels. 
Les expositions, basées sur les collections des musées de la ville de Vaasa, se concentrent sur des thèmes qui présentent la culture de Vaasa et construisent et renforcent l'identité urbaine de Vaasa.
Les expositions présentent à la fois des artistes nationaux et internationaux. 
Une partie de l'espace de la salle d'art est louée à la galerie photo Ibis qui accueille 8 à 12 expositions par an.
L'entrée de la salle d'art est située sur Raastuvankatu. Les personnes en fauteuil roulant et poussettes peuvent accéder plus facilement à la salle d'art depuis l'entrée au bout du bâtiment du côté de Vaasanpuistikko.

## Les musées municipaux de Vaasa
Les musées municipaux de Vaasa sont: le musée d'Art moderne Kunts, le musée de l'Ostrobotnie , la maison d'Art de Tikanoja, la galerie d'Art de Vaasa et le musée de l'ancien Vaasa.